# Lista de cardeais-bispos de Óstia
O Bispo de Óstia é o Bispo da Diocese Suburbicária de Óstia, uma das sete dioceses suburbicárias de Roma. Essa posição é vinculada à posição de Deão do colégio dos cardeais desde 1150. O governo da diocese é executado por um vigário-geral.

## Lista de Bispos

### Bispos de Ostia (229-1150)
- São Ciríaco † (229 ? - 235)
- Massimo † (269 ?)
- Máximo † (313 ?)
- Giorgio † (753 - 783 ?)
- Gregorio † (787 ?)
- Bernardo † (804 - 805)
- Pietro (?) † (805)
- Cesareo (ou Cesare) † (826 antes de 854)
- Megisto (ou Megistus, ou Megetius, ou Megeto, ou Leone ?) † (854 – antes de 868)
- Donato † (868 - 870)
- Eugenio † (878 – antes de 898)
- Stefano † (898 - antes de 900)
- Guido † (900 - antes de 946)
- Benigno (?) † (946 - antes de 960)
- Sicone (ou Siccone ou Sico) † (960 - 963 ou 965)
- Gregorio † (964 - antes de 969)
- Leão † (969 - 983)
- Azzone (ou Actius) † (996 - 998)
- Gregorio † (998 - antes de 1003)
- Pietro † (1003 - 1005)
- Tiberio (ou Gregorio) † (1005 - circa 1012)
- Azzone (ou Actius) † (1012 ou 1013 - antes de 1021)
- Pietro † (1026 ou 1036 - 1037 ?)
- Beato Gregorio † (1034 ou 1037 ? - 1044)
- Bento † (1044 - antes de 1050)
- Giovanni (Mincio dei Conti di Tuscolo) † (1050 - 1058)
- São Pedro Damião, O.S.B.Cam. † (1058 - circa 1066)[2][3]
- São Geraldo, O.S.B.Clun. † (1067 - 1077)
  - Giovanni † (circa 1075) (anti-bispo)
- Beato Odon I de Lagery, O.S.B.Clun. † (1078 - 1088 Eleito Papa Urbano II
- Odon II de Lagery, O.S.B.Clun. † (1088 - 1101)
  - João † (circa 1084 – depois de 1098) (pseudocardeal do antipapa Clemente III)
- Leone dei conti di Marsi, O.S.B. † (1101 - 1116)
- Lamberto Scannabecchi † (1117 - 1124 Eleito Papa Honório II
- Pandolfo (?) † (1124 - 1126)
- Vitale Giovanni, O.S.B.Cam. † (1126 - 1133)
- Pietro, O.S.B. † (1133 - 1134)
- Drogon (ou Drogone, ou Dracon), O.S.B. † (1134 - 1138)
- Alberico di Beauvais, O.S.B.Clun. † (1138 – 1148)
- Guido † (1148 ou 1149 - 1150)

### Bispos de Ostia e Velletri
- Hughes, O.Cist. † (1150 - 1158)
- Ubaldo Allucingoli, O.Cist. † (1158 - 1181 Eleito Papa Lúcio III
- Teodobaldo de Vermandois, O.S.B.Clun. † (1183 - 1188)
- Ottaviano Poli dei conti di Segni † (1189 - 1206)
- Ugolino dei Conti di Segni † (1206 - 1227 Eleito Papa Gregório IX
- Rinaldo dei Conti di Segni † (1231 ou 1232 - 1254 Eleito Papa Alexandre IV
- Enrico Bartolomei di Susa † (1262 - 1271)
- Pietro di Tarantasia, O.P. † (1273 - 1276 Eleito Papa Inocêncio V
- Latino Malabranca Orsini, O.P. † (1278 - 1294)
- Ugo Aycelin de Billom, O.P. † (1294 - 1297)
  - Leonardo Patrasso † ( 1298 - 1299) (administrador apostólico)
- Niccolò Boccasini, O.P. † (1300 - 1303 Eleito Papa Bento XI
- Niccolò Alberti, O.P. † ( 1303 - 1321)
- Regnaud de la Porte † (1321 - 1325)
- Bertrando del Poggetto † (1327 - 1352)
- Etienne Aubert † (1352 - 1352 Eleito Papa Inocêncio VI
- Pierre Bertrand † (1353 – 1361)
- Andouin Aubert † (1361 - 1363)
- Élie de Saint-Yrieux, O.S.B. † (1363 - 1367)
- Guillaume de la Sudrie, O.P. † (1367 - 1373)
- Pierre d'Estaing, O.S.B. † (1373 - 1377)
- Bertrand Lagier, O.F.M. † (1378 - 1392)

| Aliança à Roma (1378-1415) (Em controle de Óstia) vago 1378-1388 - Philippe Valois d'Alençon, 1388-1397 - Angelo Acciaioli, 1397-1408 vago 1408-1415 | Aliança a Avinhão (1378-1429) (depois de 1415, restrito a Peñíscola) - Bertrand Lagier, 1378-1392 - João de Neufchâtel, 1392-1398 - Leonardo Rossi da Giffoni, 1398-1405 - Jean Allarmet de Brogny, 1405-1408 vago 1408-1423 - Julián Lobera y Valtierra, 1423-1429 (restrito a Peñíscola) | Aliança a Pisa (1409-1415) - Jean Allarmet de Brogny, 1409-1415 |

### Reunificação em Óstia
- Jean Allarmet de Brogny, 1415-1426
  - vago 1426-1431
- Antonio Correr, C.R.S.G.A. † (1431 - 1445)
- Juan de Cervantes † (1447 - 1453)
- Giorgio Fieschi † (1455 - 1461)
- Guillaume d'Estouteville, O.S.B.Clun. † (1461 - 1483)
- Giuliano della Rovere † (1483 - 1503 Eleito Papa Júlio II
- Oliviero Carafa † (1503 – 1511)
- Raffaele Riario Sansoni † (1511 - 1521)
- Bernardino López de Carvajal y Sande † (1521 - 1523)
- Francesco Soderini † (1523 - 1524)
- Niccolò Fieschi † (1524)
- Alessandro Farnese † (1524 - 1534 Eleito Papa Paulo III
- Giovanni Piccolomini † (1535 - 1537)
- Giovanni Domenico de Cupis † (1537 - 1553)
- Gian Pietro Carafa † (1553 - 1555 Eleito Papa Paulo IV
- Jean du Bellay † (1555 - 1560)
- François de Tournon † (1560 - 1562)
- Rodolfo Pio de Carpi † (1562 - 1564)
- Francesco Pisani † (1564 - 1570)
- Giovanni Girolamo Morone † (1570 - 1580)
- Alessandro Farnese, o jovem † (1580 - 1589)
- Giovanni Antonio Serbelloni † (1589 - 1591)
- Alfonso Gesualdo † (1591 - 1603)
- Tolomeo Gallio † (1603 - 1607)
- Domenico Pinelli † (1607 - 1611)
- François de Joyeuse † (1611 - 1615)
- Antonio Maria Galli † (1615 - 1620)
- Antonio Maria Sauli † (1620 - 1623)
- Francesco Maria Bourbon del Monte † (1623 - 1626)
- Ottavio Bandini † (1626 - 1629)
- Giovanni Battista Deti † (1629 - 1630)
- Domenico Ginnasi † (1630 - 1639)
- Carlo Emmanuele Pio di Savoia, sênior † (1639 - 1641)
- Marcello Lante della Rovere † (1641 - 1652)
- Giulio Roma † (1652 - 1652)
- Carlos de Médici † (1652 - 1666)
- Francesco Barberini seniore † (1666 - 1679)
- Cesare Facchinetti † (1680 - 1683)
- Niccolò Albergati-Ludovisi † (1683 - 1687)
- Alderano Cybo-Malaspina † (1687 - 1700)
- Emanuele-Teodosio de La Tour d'Auvergne † (1700 - 1715)
- Niccolò Acciaiuoli † (1715 - 1719)
- Fulvio Astalli † (1719 - 1721)
- Sebastiano Antonio Tanara † (1721 - 1724)
- Francesco del Giudice † (1724 - 1725)
- Fabrizio Paolucci † (1725 - 1726)
- Francesco Barberini júnior † (1726 - 1738)
- Pietro Ottoboni † (1738 - 1740)
- Tommaso Ruffo † (1740 - 1753)
- Pierluigi Carafa † (1753 - 1755)
- Raniero d'Elci † (1756 - 1761)
- Giuseppe Spinelli † (1761 - 1763)
- Carlo Alberto Guidobono Cavalchini † (1763 - 1774)
- Fabrizio Serbelloni † (1774 - 1775)
- Gian Francesco Albani † (1775 - 1803)
- Henrique Benedito Stuart † ( 1803 - 1807)
- Leonardo Antonelli † (1807 - 1811)
- Alessandro Mattei † (1814 - 1820)
- Giulio Maria della Somaglia † (1820 - 1830)
- Bartolomeo Pacca † (1830 - 1844)
- Ludovico Micara, O.F.M. Cap. † (1844 - 1847)
- Vincenzo Macchi † (1847 - 1860)
- Mario Mattei † (1860 - 1870)
- Costantino Patrizi Naro † (1870 - 1876)
- Luigi Amat di San Filippo e Sorso † (1877 - 1878)
- Camillo Di Pietro † (1878 - 1884)
- Carlo Sacconi † (1884 - 1889)
- Raffaele Monaco La Valletta † (1889 - 1896)
- Luigi Oreglia di Santo Stefano † (1896 - 1913)

### Bispos de Ostia (Desde 1914)
- Serafino Vannutelli † (1914 - 1915)
- Vincenzo Vannutelli † (1915 - 1930)
- Gennaro Granito Pignatelli di Belmonte † (1930 - 1948)
- Francesco Marchetti Selvaggiani † (1948 - 1951)
- Eugène Tisserant † (1951 - 1972)
- Amleto Giovanni Cicognani † (1972 - 1973)
- Luigi Traglia † (1974 - 1977)
- Carlo Confalonieri † (1977 - 1986)
- Agnelo Rossi † (1986 - 1993)
- Bernardin Gantin † (1993 - 2002)
- Joseph Ratzinger (2002 - 2005 Eleito Papa Bento XVI
- Angelo Sodano (30 de abril de 2005 - 21 de dezembro de 2019)
- Giovanni Battista Re (desde 25 de janeiro de 2020)